# Tagalopsyche brunnea
Tagalopsyche brunnea är en nattsländeart som först beskrevs av Georg Ulmer 1905.  Tagalopsyche brunnea ingår i släktet Tagalopsyche och familjen långhornssländor. Inga underarter finns listade i Catalogue of Life.